# Жезю (остров)
Жезю (фр. Île Jésus) — остров в юго-западном Квебеке.
Второй по размеру остров (242 квадратных километра) в Ошлаге (после острова Монреаль). Жезю — крупная часть города Лаваль. В своей сущности остров является сельскохозяйственным, большая часть городской территории расположена в центральной части, вдоль южной и северной рек.